# 植松哲平
植松 哲平（うえまつ てっぺい、1979年10月2日 - ）は、岡山県岡山市出身のDJ、ラジオパーソナリティ。血液型はA型。

## 来歴
岡山県立岡山操山高等学校を卒業後、大阪NSCに入学（21期生）。吉本興業への所属後、安達健太郎とお笑いコンビ「シュガーライフ」を結成し、baseよしもとを中心に活動。『新しい波8』『オールザッツ漫才』等への出演、2002年のM-1グランプリにて準決勝進出などを果たすも、2003年にコンビを解散。その後、安達はボン溝黒と「カナリア」を結成し、植松は上京してピン芸人として活動を続けた後、吉本興業を離れる。
2006年より株式会社サンディに所属し、ラジオDJ、イベントMCなどの活動を行う。2015年に事務所から独立しフリーで活動。

## 人物
- トレードマークはアフロヘアー。
- MTVロック検定2級。
- エアバンドを結成し、新宿ロフトプラスワンで開催された全国エアバンドバトルで準優勝したことがある。
- 無類のロック・フェスティバル好きで、「フェス松哲平」の異名を名乗る[要説明]。
- 定期的にライブイベントの主催をしており、自らブッキング、ライブMCを行っている。
- 身長181cm、体重55kg、体脂肪率は9%と非常に細い。そのため、「アフロマチックガリガリDJ」と自己紹介している時期があった。
- 以前は酒井将芳（サカイスト）、森木俊介（ラフ・コントロール）、菊地浩輔（チーモンチョーチュウ）らと同居していた。
- 井本貴史（ライセンス）のフットサルチーム「F.C.イノモティーナ」に所属。背番号は10番。
- NHK Eテレ『ごちそんぐDJ』にて、DJみそしるとMCごはん、SU（RIP SLYME）、ZEN-LA-ROCK、鎮座DOPENESSらと「ライス戦隊ゴハンジャー」を結成。「半ライスホワイト」役を務める。

## 現在の出演番組

### ラジオ
- Tresen（2017年4月 - 、FMヨコハマ）
- 八木亜希子 LOVE&MELODY（2020年8月 - ニッポン放送）
- MSクリニックpresents 男を磨くラジオ （2023年10月-、FMヨコハマ）

### テレビ番組
- ごちそんぐDJ（NHK Eテレ）

## 過去の出演番組

### テレビ番組
- 東京生テレビ（J:COM 東京）

### ラジオ番組
- SOUND BEAT（ミュージックバード）
- Radio Magic NEXT（ミュージックバード）
- YOKOHAMA MUSIC AWARD（2008年4月 - 2017年3月、FMヨコハマ）
- 八木亜希子 Cafeどようび（2014年4月5日 - 2015年9月26日、ニッポン放送）
- Tresen+（FMヨコハマ） - リポーター、火曜日担当、「本郷美術骨董館 presents 進め！お宝調査隊」担当
- Tresen+ MJ（FMヨコハマ）
- Tresen Friday（2017年4月 - 2019年12月、FMヨコハマ）
- Aja Aja Friday 内 アリオ橋本 presents YMA LIVE ALIVE（FMヨコハマ）

### ネット配信番組
- ニンニンちくび（2219.jp）

### ビデオ
- ヤンキー・イン・ザ・スカイ!!（2009年、よしもとアール・アンド・シー）
- オールザッツ漫才 20周年記念永久保存大全集!! DVD-BOX（2011年、よしもとアール・アンド・シー）
- ごちそんぐDJ Vol.1（2015年、Ki/oon Music）